# Alice Braga
Alice Braga Moraes (São Paulo, 15 april 1983) is een Braziliaanse actrice.
Voor haar rol in de film Cidade Baixa won ze verschillende prijzen. Onder andere op het Festival van Rio, het Filmfestival van Verona en de APCA.
Braga is een nichtje van Sônia Braga.

## Filmografie

### Film
- Trampolim (1998) - Cláudia
- Cidade de Deus (2002) - Angélica
- Solo Dios sabe (2005) - Dolores
- Cidade Baixa (2005) - Karinna
- Journey to the End of the Night (2006) - Monique
- O Cheiro do Ralo (2006) - Garçonete Dois
- A Via Láctea (2007) - Júlia
- I Am Legend (2007) - Anna
- Redbelt (2008) - Sondra Terry
- Blindness (2008) - 'het meisje met de zonnebril'
- Crossing Over (2009) - Mireya Sanchez
- Repo Men (2010) - Beth
- Predators (2010) - Isabelle
- The Rite (2011) - journaliste
- On the Road (2012) - Terry
- Elysium (2013) - Frey
- Os Amigos (2013) - Julia
- Latitudes (2014) - Olivia
- Muitos Homens Num Só (2014) - Eva
- El Ardor (2014) - Vania
- Kill Me Three Times (2014) - Alice Taylor
- The Duel (2016) - Marisol
- Entre Idas e Vindas (2016) - Sandra
- The Shack (2017) - Wisdom
- The New Mutants (2020) - Cecilia Reyes
- Soul (2020) - Counselor Jerry A
- The Suicide Squad (2021) - Sol Soria

### Televisie
- Queen of the South (2016-2021) - Theresa Mendoza